# Данилин, Иван Андреевич
Иван Андреевич Данилин (1870—1941) — русский и советский писатель.

## Биография
Сын крестьянина. Родился в селе Ларево Московского уезда Московской губернии. Окончил Петровско-Арбатское московское городское народное училище (1882). Работал литографом, затем был служащим Московской губернской земской управы. Член Общества любителей российской словесности (с 1907). Первая публикация ― «Из записок интеллигентного чернорабочего» (1895). С 1898 года печатался во многих журналах и газетах. Основной темой произведений Данилина являлось описание рабочей среды: очерк «В мастерской» (1899), сборник «Очерки и рассказы» (1901), автобиографический роман «Жаров» (1911). После 1917 года служил в Наркомпросе, Главполитпросвете, Госиздате РСФСР. В 1929 году вышел на пенсию.
Жена - Данилина (урожд. Галкина) Зинаида Николаевна (1866-1930), уроженка села Михальково Костромской губернии, служила учительницей в городском народном училище, после революции - в Наркомпросе.
Сын - Данилин Юрий Иванович (1897-1985), советский литературный критик, литературовед, специалист по французской литературе XIX века.
Дочь - Данилина Вера Ивановна (1901-?), инженер.